# Мучинський потік
Мучинський потік (словац. Mučínsky potok) — річка в Словаччині; ліва притока Іпеля довжиною 10.5 км. Протікає в окрузі Лученець.
Витікає в масиві Південнословацька улоговина на висоті 275 метрів. Протікає територією сіл Ліповани; Мучин і Раповце. Притоки: праворуч притока з району Дубина, Плешьянський потік (197,5 м над рівнем моря), ліворуч дві притоки від державного кордону, що впадають на територію муніципалітету Мучин
Впадає в Іпель на висоті 170 метрів.